# La Ametlla
La Ametlla o La Ametlla del Vallés (en catalán y oficialmente, L'Ametlla del Vallès) es un municipio español de la provincia de Barcelona, Cataluña. Se encuentra a 35 kilómetros al noreste de Barcelona. 
La Ametlla ha sido un tradicional centro de veraneo. En el municipio también se han desarrollado algunos pequeños núcleos industriales en Montguit y Mas Dorca. Como patrimonio artístico podemos destacar la parroquia de San Ginés Mártir, el ayuntamiento de estilo modernista, la ermita de San Nicolás, y algunas masías y casas pairales como Can Draper, Can Xammar de Dalt y Can Xammar de Baix.

## Demografía
La Ametlla cuenta con una población de 9462 habitantes (INE 2024).
| Gráfica de evolución demográfica de La Ametlla entre 1842 y 2021 |
| |
| Población de derecho según los censos de población del INE. Población de hecho según los censos de población del INE.En estos censos se denominaba La Ametlla: 1842, 1857, 1860, 1877, 1887, 1897, 1900, 1910, 1920, 1930, 1940, 1950, 1960, 1970 y 1981. |

- Evolución demográfica de La Ametlla del Vallès desde 1998 hasta 2006

| 1998 | 1999 | 2000 | 2001 | 2002 | 2003 | 2004 | 2005 | 2006 |
| ---- | ---- | ---- | ---- | ---- | ---- | ---- | ---- | ---- |
| 5041 | 5294 | 5697 | 5910 | 6328 | 6757 | 7111 | 7319 | 7517 |

## Geografía
- Altitud: 281 metros.
- Latitud: 41° 40,1' N
- Longitud: 2° 15,41' E

### Núcleos urbanos
Otros núcleos urbanos dentro del municipio son:
- El Serrat de l'Ametlla
- El Serrat de l'Ocata (La Miranda)
- El Pinar i El Portús
- La Santa Creu
- Sant Genís de l'Ametlla
- Les Roquetes
- Can Camp
- Mas Can Plandolit
- Can Diví
- El Maset Nou
- Can Reixac
- Els Turons del Vallès
- Can Draper

## Economía
Actualmente es el vigésimo octavo municipio con más renta per cápita de España.

## Historia

### El Origen
La primera referencia es una nota del presbítero mossèn Josep Mas, donde dice que en el año 903, Emma (880?-942?), abadesa del Monasterio de San Juan de Ripoll (o de las Abadesas) e hija del conde Guifré y de Vinilda, tenía señoría sobre la parroquia de Sant Genís de l'Amigadala, nombre latinizado de Ametlla. Otro documento, correspondiente al Concilio de Barcelona del año 906, confirma el documento anterior, firmado por el arzobispo de Narbona, y dice textualmente: "In pago autem Vallensi Parrochiam Sancti Genessi in villa quae dicitur Amigdala". Se puede creer con bastante certeza que la parroquia ya existía, pues, en el siglo IX.
En el 4 de julio de 932, en un acto promovido por Emma, se procedió a la consagración de la parroquia, presidida por el obispo de Barcelona, Teodorico. El documento hace constar que este acto tuvo lugar debido a la súplica de la religiosísima Emma por misericordia de Dios, y lo firmaron 25 personas de La Ametlla, por lo que se cree que habría unos 150 habitantes. En él se fijaban ya los límites de la parroquia, que son casi los mismos que los del término municipal actual. Se cree que a finales de este siglo La Ametlla pasó al dominio del Condado de Barcelona.
En el año 1059, el conde de Barcelona, Ramón Berenguer I el Viejo, daba al Señor Mir Geribert las tierras que formarían la Baronía de Montbui. Estas tierras eran las parroquias de San Pedro de Bigas, Sant Esteve de Palaudàries, Sant Mateo de Montbuy, San Felíu de Codinas, Santa Eulalia de Ronsana, Sant Genís de l'Ametlla, Sant Andreu de Samalús y, se cree, Santa Maria de Caldes. El Castillo de Montbui se halla en la cima de una colina de 541 metros de alto que se encuentra entre Sant Felíu de Codines, Bigas y Caldas de Montbui. Aún quedan notables trozos de muro de estructura poligonal hechos con hileras de piedra inclinada que recuerdan el opus spicatum.
La parroquia volvió a consagrarse en 1123, por lo que se supone que se reconstruyó la iglesia o se amplió (el documento no lo especifica). Esta consagración fue presidida por el Arzobispo de Tarragona, Oleguer. Se hace referencia, también, como pertenencias de la parroquia, a las ermitas de Sant Nicolau y de Sant Bartomeu de Montras. El acta hace también referencia al Dret dels 30 passos (ley de los treinta pasos), que era un espacio protegido al pie de la iglesia que se convirtió en el núcleo primitivo de la población, donde los payeses guardaban sus cosechas para salvarlas de las arbitrariedades de los Señores.

### Cambio Jurisdiccional
No hay muchas informaciones sobre La Ametlla en el siglo XIII. No obstante, es conocido que durante todo el siglo la parroquia de Sant Genís formó parte de la Baronía de Montbui y que estaba bajo la jurisdicción del Señor feudal del castillo de Montbui. Aunque no han perdurado hasta nosotros los nombres de los barones, sí se sabe que algunos de los señores del castillo de Montbui lo fueron también del de la Roca del Vallés.
Tampoco hay mucha documentación por lo que se refiere al siglo XIV. Uno de los pocos documentos que existen trata de la demografía de La Ametlla. Considerando los datos que en él se encuentran, puede afirmarse que, a principios de siglo, habría unos 500 habitantes y que alrededor del 1375 era de 300 habitantes. A mediados de siglo la población bajó hacia alrededor de los 150 habitantes, debido a la plaga de peste bubónica que azotó Cataluña en esos años. También es en este siglo cuando se hallan las primeras referencias a la Verge de Puig-Graciós. La primera referencia se encuentra en un testamento fechado en el 1307 (le legaban 6 dineros) y en un texto de mediados de siglo, que dice textualmente que en la iglesia de San Pablo de Montmany adorna el retablo mayor del Apóstol una imagen de la Reina de los serafines, María, intitulada del Puig-Graciós.

#### SigloXV
El siglo XV fue caótico. Hubo guerra civil entre el Rey Joan II y las corporaciones catalanas de la época (Generalidad y Consejo de Ciento), y una revolución social (la revuelta de los Remensas). El Rey solucionó el problema social con la Sentencia de Guadalupe, que modificaba las condiciones de trato entre los señores, propietarios de las tierras, y los campesinos; y algunos de ellos pasaron a ser perseguidos (en La Ametlla fue Jaume Plantada). En 1490 hubo un cambio de jurisdicción en La Ametlla, cuando la Baronía de Montbuy pasó, por el Privilegio de la Entrega, a la jurisdicción del Consejo de Ciento de Barcelona, pasando a formar su propio Gobierno (el Consell de la Baronía), que tardó a funcionar correctamente. Este Consell estaba formado por un alcalde (batlle), 8 regidores (jurats), un mayordomo (clavari) y dieciséis prohombres, y se le llamó el Consejo de los 26.

#### SigloXVI
El siglo XVI siguió con la tendencia marcada en el siglo XV, cuyas consecuencias fueron fenómenos como el bandolerismo. Cabe destacar un elevado número de muertes violentas (en el año 1580 hubo 5) durante todo el siglo en La Ametlla, considerando que la población nunca rebasó los 200 habitantes. Un factor de interés es que el término se destacaba por su gran cantidad de casas de labranza aisladas, lo que facilitaba los delitos de los bandoleros. La cabeza de la lucha contra el bandolerismo fueron Miquel Puigllunell, como cabeza de la decena parroquial, y Jaume Draper, como general del Somatén del Consell de la Baronía, destinado a "perseguir los ladrones y hombres de mala vida". Cada parroquia aportó 10 hombres debidamente entrenados.

### El Fin de la Baronía
El siglo parece que empezó bastante tranquilo. El mejor ejemplo fue la fiesta que hubo en 1610, que es a partir de cuando en La Ametlla existen dos patrones: Sant Genís de Roma (comediante) y Sant Genís d'Arlés (notario), cuya reliquia aún se conserva. Pero los odios de la revuelta campesina de los siglos anteriores no habían cicatrizado, como se demostró el 25 de agosto (festividad de Sant Genís) de 1635 con el asesinato de Jaume Plantada de Xammar, cuyas familias (la natural y la política) eran las más influyentes en la época.
En 1637 se tiene constancia de la intervención de la Inquisición en La Ametlla, y habla de la Excomunión Mayor de Francesc Draper, que, según parece, no había cumplido las obligaciones que se le atribuían ni de haber correspondido a varias letras de conminación.
En 1640 se produjo en Cataluña la Guerra de los Segadores, que enfrentó a las instituciones catalanas al centralismo español. Las repercusiones se notaron incluso en los pueblos más insignificantes del país. El pueblo no se vio afectado directamente por la revuelta, aunque se sabe que en La Ametlla se alojaron compañías de soldados franceses y compañías de soldados castellanos.
A todo esto siguió una época de bonanza en La Ametlla, que las familias más adineradas del pueblo aprovecharon para construir grandes masías. Las más importantes remodelaciones de la época las hicieron en el Mas Draper, los dos Mas Xammar (uno de ellos transformado en 1908 por M. J. Raspall a instancias de Joan Millet i Pagès, hermano de Lluís Millet i Pagès, cofundador y director del Orfeón Catalán) y el Mas Plantada. Otra buena muestra de esta bonanza se fecha en 1679, cuando se decide construir una nueva iglesia, siendo rector de la parroquia Mosén Joan Santmartí, llegado a La Ametlla en 1670.
Pero llegó la Guerra de Sucesión (1700-14), que tuvo grandes consecuencias políticas y económicas. A nivel de La Ametlla cabe destacar, en 1709, la muerte de Joan Puigllunell, sin estar claro aún hoy si fue a manos de partidarios de los Borbones o de los Austrias. La Ametlla, al ser feudataria del Consejo de Ciento y como todo el Término de la Baronía de Montbui, se alineó a favor del bando de los Austrias. Pero la guerra se perdió y, con motivo del Decreto de Nueva Planta (1716), los órganos de gobierno catalanes desaparecieron y, también, las instituciones que dependían de éstos, como la Baronía de Montbui, aunque siguió existiendo "extraoficialmente". La Ametlla pasó a depender del Corregimiento de Mataró y de la Alcaldía Mayor de Granollers. Los cargos del Consejo eran decididos por el Corregidor de Mataró, y solían ser personas afines a las nuevas autoridades.
A partir del 1730, la parroquia pasó a administrar sus propios ingresos y entre 1701 y 1711 se edificó el Santuario de Puig-Graciós, donde se instaló la imagen mariana que hasta entonces estaba en la parroquia de Montmany.
Millet Park (Mas Xammar de Dalt) Durante el siglo XVIII, una de les prerrogativas que perdieron los pueblos de la Baronía de Montbui fue la administración de justicia, por lo que cualquier litigio tenía que ser juzgado en Granollers, Mataró o Barcelona según la importancia de este. También fue un siglo donde la inflación fue muy importante, como lo demuestra que el trigo y la cebada se habrían incrementado de precio alrededor de un 290%. A finales de este siglo, a causa de la Revolución francesa, comienzan a aparecer apellidos de origen francés en el pueblo, hecho que demuestra la llegada de inmigrantes del país vecino.

#### SigloXIX
A principios del siglo XIX, la parroquia de San Felíu de Codinas se constituyó en Villa Real y abandonó la Baronía, por lo que La Ametlla ganó mucho peso en esta organización, como lo demuestra el incremento de gente del pueblo que entró en los órganos de gobierno de la Baronía. Entre 1808 y 1814, Cataluña fue ocupada por las tropas de Napoleón. La mayoría del país se alzó contra el invasor en la guerra de la Independencia española, pero también existieron luchas contra los grandes propietarios. No hay documentación, no obstante, que demuestre estos hechos en los pueblos de la Baronía.

### La Ametlla como Municipio
El 23 de julio de 1835 se publicó un Decreto Real que decretaba la disolución de las instituciones medievales y obligaba a sus parroquias a constituirse en municipios independientes. El 24 de octubre de 1835, los mayores contribuyentes de La Ametlla se reunieron para elegir el primer Ayuntamiento Particular de La Ametlla. La aplicación se tuvo que posponer debido a la I Guerra Carlista, que en esos años azotaba el país. El primer Ayuntamiento se constituyó oficialmente el 27 de enero de 1843.
Poco a poco la situación fue mejorando, aunque hubo ciertos tropezones, como la plaga de filoxera que azotó los viñedos que por entonces se cultivaban en el municipio.
Varias muestras de los avances que se producían fueron la concesión del estanco (1832, abierto dos años después), el reloj público adosado al campanario (1857), el servicio de cartería adscrito a la estafeta de la Garriga (1858), la Hermandad de San Sebastián (Germandat de Sant Sebastià) (1862) y el suministro de agua viva a los principales hogares (1890). A mediados del siglo XIX mejoraron las comunicaciones gracias a la carretera trazada por la Diputación (la antigua N-152 y actual C17) y las dos líneas de ferrocarril (Barcelona-Granollers en 1854 y Barcelona-San Juan de les Abadesas en 1857).

#### SigloXX
Con el siglo XX llegaron las primeras familias de veraneantes, lo que provocó un crecimiento urbanístico que ha ido modelando el pueblo tal y como lo conocemos hoy en día, con un aire señorial y de ciudad jardín, y dejando un notable legado arquitectónico modernista y posmodernista. El primer forastero que decidió afincarse en La Ametlla fue el doctor Grífols, que construyó su casa delante del que ahora es el parque. Destacar la creación de la Societat Coral Lo Lliri (1904), la inauguración de la Sala-Teatre y el Café (1906), el primer servicio telefónico (1910), la energía eléctrica (1915) y el Fútbol Club l'Ametlla (1924). La Dictadura de Primo de Rivera de 1923 a 1930 y la Segunda República Española poco afectaron a este crecimiento.
Después llegó la guerra civil española (1936-39), con sus turbias secuelas, como el asesinato de dos de los miembros más representativos de la Junta gestora que se encargaba de La Ametlla. Durante estos años el ayuntamiento acuñó varias monedas, como las de 25 céntimos (de latón), o las de 50 céntimos y una peseta (de aluminio). La iglesia fue convertida en el centro de distribución del Sindicato Agrícola que funcionó durante la época. También se establecieron los mercados semanales de los miércoles y que actualmente se celebran los viernes.
En la época franquista cabe destacar la construcción de un parvulario, la urbanización del Passeig, la abertura de la farmacia (1949), la biblioteca (1954), las nuevas campanas parroquiales (1956), el parque municipal (1957), las piscinas de Can Arenys (1961) y el servicio eléctrico a Puig-Graciós (1970). Para intentar solucionar los problemas de agua, se construyeron minas e, incluso, un pantano, iniciativas todas de escaso éxito debido a la orografía y que podemos encontrar en la zona del Pla del Verder. Como dice Eugeni Xammar, con tres cuartos de siglo han sido suficientes para que naciera, creciera y se hiciera un centro de veraneo.
Muchos de estos primitivos veraneantes han fijado actualmente su residencia en La Ametlla.
De la época de la transición y sus años posteriores cabe destacar el gran aumento de población (oficial) que ha habido, de los 1431 habitantes de 1970 a los 7111 de 2004.
En cuanto a infraestructuras cabe señalar el acceso a La Ametlla desde la C17 y el centro comercial y de ocio Sant Jordi.

## Símbolos
El escudo de La Ametlla se define por el siguiente blasón:
«Escudo losanjado partido y semitruncado: 1º de sinople, una almendra de oro; 2º de argén, una cruz plena de gules; 3º de oro, 4 palos de gules. Por timbre una corona mural de pueblo.»
Fue aprobado por el ayuntamiento el 21 de junio de 1989 y publicado en el DOGC el 28 del mismo mes. La almendra (ametlla en catalán) es un símbolo parlante y la cruz y las cuatro barras hacen referencia al hecho de que el pueblo fue «calle de Barcelona».

## Elecciones municipales
- Resultado de las elecciones municipales del año 2003.

| Partido     | Votos        | Concejales |
| ----------- | ------------ | ---------- |
| PSC-PM      | 860 (26,28%) | 4          |
| VIL'A       | 715 (21,85%) | 3          |
| CiU         | 524 (16,01%) | 2          |
| L'AIA       | 437 (13,35%) | 2          |
| GRA         | 317 (9,69%)  | 1          |
| GIAV-ERC-AM | 221 (6,75%)  | 1          |
| PP          | 139 (4,25%)  | 0          |

- Resultado de las elecciones municipales del año 2007.

| Partido      | Votos         | Concejales |
| ------------ | ------------- | ---------- |
| PSC-PM       | 1083 (35,64%) | 6          |
| CiU          | 840 (27,64%)  | 4          |
| L'AIA        | 393 (12,93%)  | 2          |
| GRA          | 190 (6,25%)   | 1          |
| ERC-AM       | 174 (5,73%)   | 0          |
| PP           | 139 (4,57%)   | 0          |
| ICV-EUiA-EPM | 113 (3,72%)   | 0          |